# Toma Barbu Socolescu
Toma Gheorghe Barbu Socolescu (n. 10 iulie 1909 – d. 21 iulie 1977) a fost un arhitect român, fiu al arhitectului Toma T. Socolescu și nepot al arhitectului Toma N. Socolescu. Funcționalist în pofida voinței sale, va nevoit sa urmeze directivele României comuniste.

## Biografie

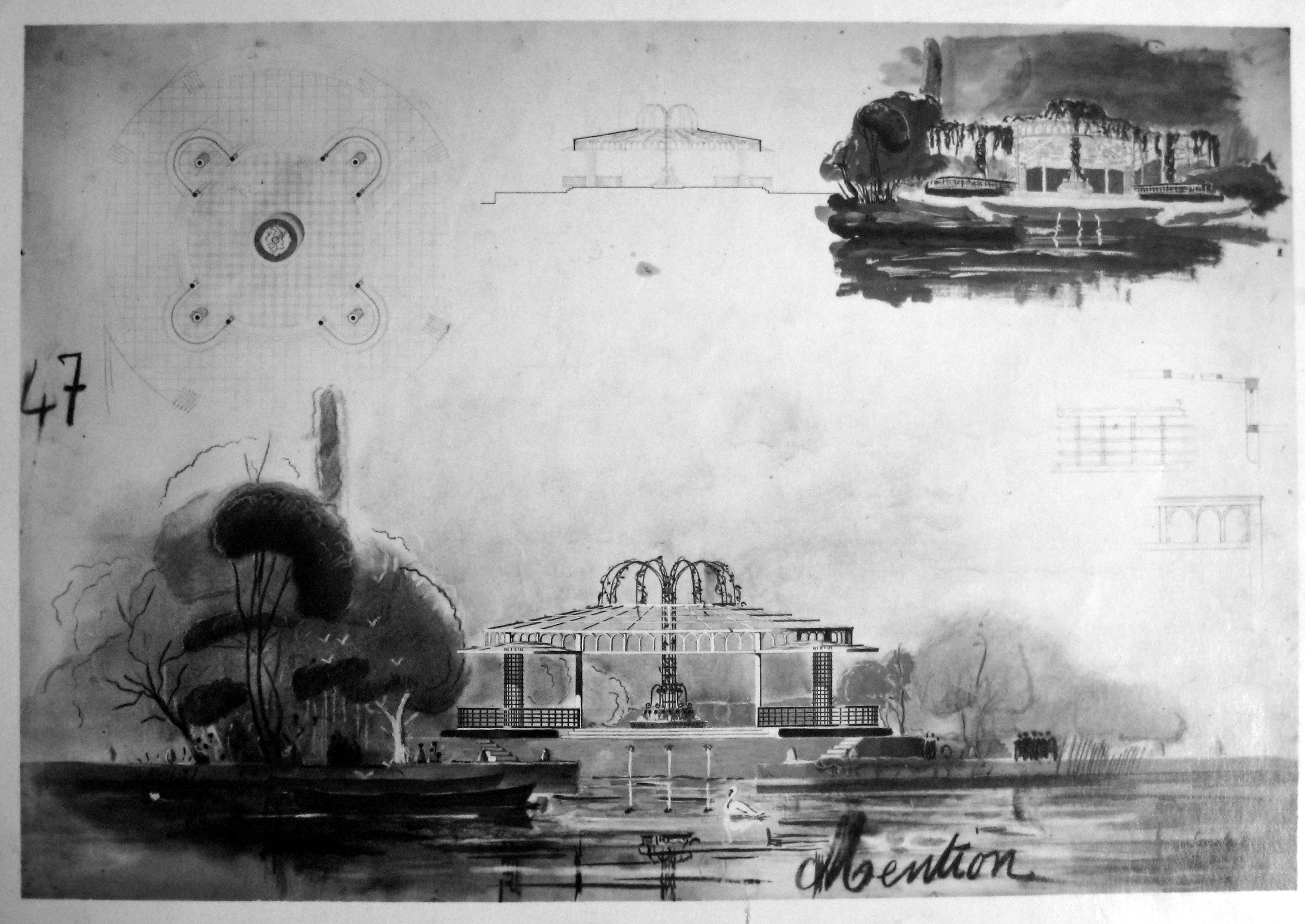
Desen de Toma Barbu Socolescu (fântâni) - Mențiunea ɪ a Premiului Delaon în 1938.

Absolvent al secției de arhitectură la École nationale supérieure des beaux-arts în 1939, a fost admis la clasa a II-a pe 10 iulie 1934, a obținut două medalii a III-a la construcții și proiectare ornamentală, apoi a fost admis la clasa I pe 4 noiembrie 1936, a obținut medalia a II-a pentru proiectul finalizat. Toma Barbu Socolescu lucrează, înainte și în timpul studiilor, în atelierul lui Roger-Henri Expert, la arhitectura interioară a transatlanticului Normandie în anii 1932-1935. 
Primii pași, în anii 1940, au fost făcuți alături de tatăl său Toma T. Socolescu cu care a lucrat la mai multe proiecte în județul Prahova: planuri pentru un depozit de locomotive la Ploiești precum și planuri pentru sistematizarea a  Câmpinei și Mizilului. Primul său post a fost ca asistent universitar la Institutul de Arhitectură Ion Mincu (București) în 1939, funcție pe care a ocupat-o până în 1951. Potrivit declarației sale din dosarul de înmatriculare de la Direcția de Învățământ Superior din 1940, efectua atunci serviciul militar de 12 luni cu gradul de sublocotenent în armata română.
Și-a dezvoltat restul carierei în arhitectura industrială și în construcția clădirilor civile de anvergură. Din 1942 până în 1945, a fost arhitect proiectant la Casa Autonoma a Monopolurilor Regatului României (C.A.M), funcție pe care a ocupat-o apoi din 1949 până în 1951 la Institutul de Proiectare și Construcții (I.P.C). A fost apoi arhitect-șef la secția de proiectare a Institutului de Proiectare pentru Construcții Industriale (I.P.C.I) din 1952 până în 1958, lucrând în același timp cu Ministerul Gospodăriei locale în 1952 pentru care a proiectat cantine, locuințe și pavilioane administrative. Barbu a continuat să își dezvolte expertiza ca arhitect șef de proiectare la Institutul de Proiectări pentru Instalații Petroliere (I.P.I.P SA) din 1958 până în 1960. În cele din urmă, din 1960 până în 1967, a lucrat ca arhitect consilier la Institutul de Proiectare al Industriei Alimentare (I.P.I.A). 
Își va încheia cariera de Profesor la Școala Tehnică de Arhitectură și Construcția Orașelor din București între 1967 - 1969.
Barbu Socolescu a realizat numeroase construcții civile și industriale, inclusiv o fabrică mare de conserve la Ovidiu lângă Constanța, între anii 1959 și 1965, fabrică ce avea să găzduiască puțin mai târziu prima fabrică Pepsi-Cola din țară.
Fiind totodată și pictor, și-a expus acuarelele sale într-o expoziție organizată în 1954, la București, de către Uniunea Arhitecților din Republica Socialistă România.
Toma Barbu a avut o carieră mai restrinsă decât prevestau talentele si abilitățile sale, îndurând persecuția politică a cărei victima a fost toată familia sa. Poliția politică română l-a supravegheat bună parte a carierei sale, la fel ca și pe tatăl său. Este urmărit penal pentru demonstrații ostile împotriva Statului și chemat de mai multe ori la Securitate. Nefiind considerat periculos pentru regim, acuzarea nu va avea nicio urmăre.

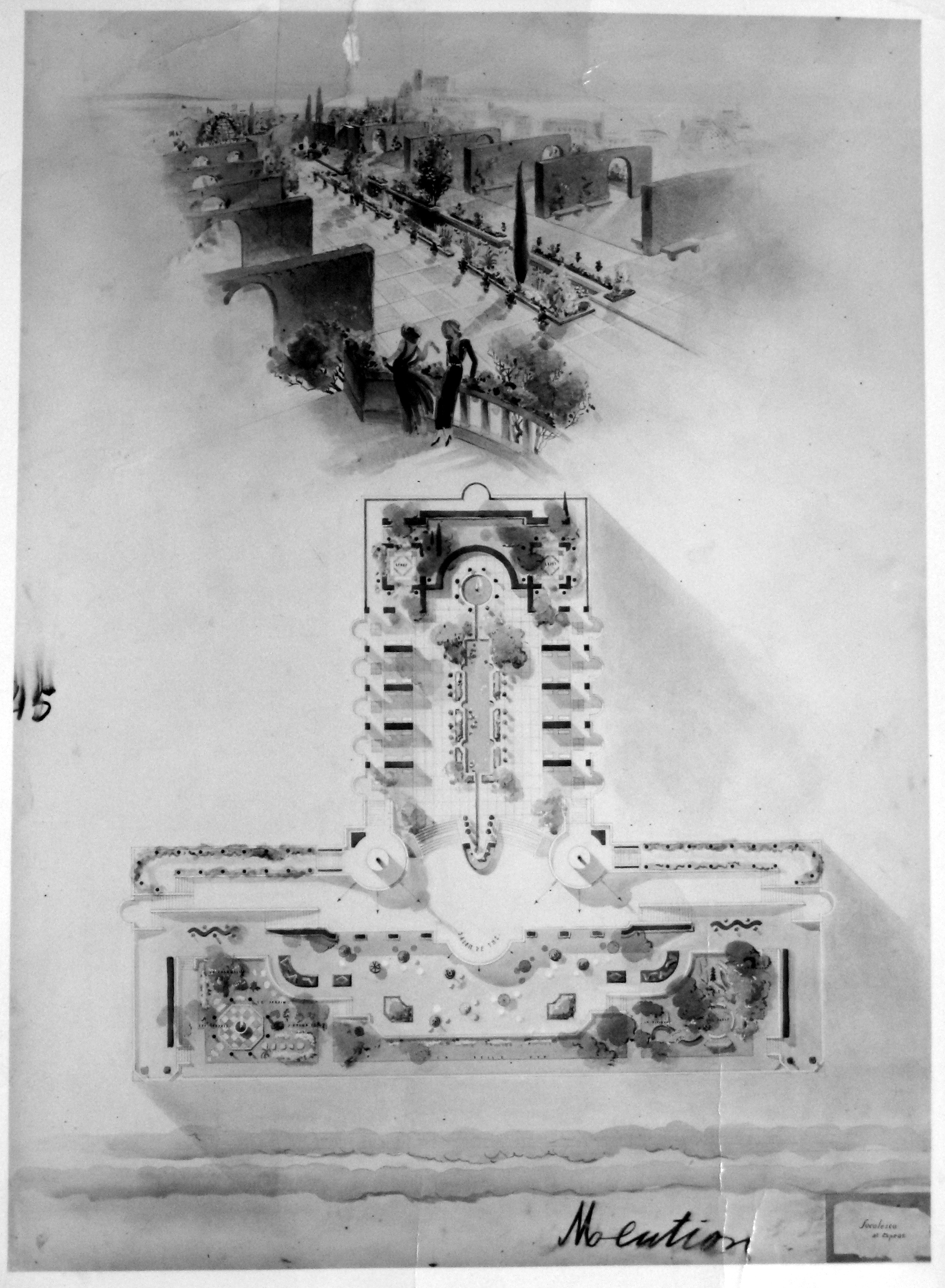
Desen de Toma Barbu Socolescu (grădini) – mențiunea I a premiului Delaon în 1938.

### Concursuri de arhitectură
1. 1937: Premiul I la concursul de schițe pentru un proiect de cazinou pentru rafinăria Astra Română, din Ploiești, realizat împreună cu tatăl său Toma T. Socolescu - Ploiești[2][e 3].
2. Aprilie 1938: Mențiunea I la concursul Paul Delaon - Paris[1].
3. 1943: Mențiune la concursul Grupului Administrativ al Fabricii UCEA din Făgăraș[d 2].
4. 1964: Premiul Comisiei de stat pentru arhitectură și pentru construcția unei fabrici de conserve de legume la Ovidiu, Constanța în 1962[d 3][4][e 2].

### Membrii
A fost membru în mai multe asociații de arhitecți:
- Membru al Asociației studenților și foștilor studenți ai Școlii Naționale și Superioare de Arte Plastice sau Grande Masse a Școlii de Arte Frumoase din 1932[1].
- Societatea Arhitecților cu Diplomă din Partea Guvernului Francez din 1939 (DPLG)[1].
- Societatea arhitecților certificați și Corporația Arhitecților Români în 1939[4].
- Societatea Arhitecților Români între 1939 - 1946[4].
- Uniunea Arhitecților din Republica Socialistă România din 1953[4].

### Genealogie
Familia Socol din Berivoiul Mare, în vechime parte a Făgărașului sau a Țării Făgărașului, este o ramură a familiei Socol din Muntenia, care a trăit în județul Dâmbovița. 
Un anume Socol, mare boier și ginere al lui Mihai Viteazul (1557-1601), avea două ctitorii religioase în județul Dâmbovița, existente și azi, în Cornești și în Răzvadu de Sus, precum și o alta într-o suburbie a orașului Târgoviște.
Acest boier s-a căsătorit cu Marula, fiica lui Tudora din Popești numită și Tudora din Târgșor, soră a prințului Antonie-Vodă. Marula a fost recunoscută de Mihai Viteazul ca fiica sa ilegitimă, rod al unei relații extra-conjugale cu Tudora. Marula este îngropată în cimitirul bisericii din Răzvadu de Sus, unde, pe o lespede de piatră bogat cioplită, numele încă îi mai poate fi citit.
Nicolae Iorga, marele istoric român și prieten al lui Toma T. Socolescu, tatăl lui Barbu, a găsit strămoși ai familiei Socol printre întemeietorii localității Făgăraș. În 1655, principele Transilvaniei Gheorghe Rákóczi al II-lea a înnobilat un strămoș al lui Nicolae G. Socol: "Ștefan Boier, și printr-însul soția sa Sofia Spătar si fiul său Socoly precum și moștenitorii și urmașii lor de orice sex, să fie tratați și considerați ca niște adevărați și netăgăduiți NOBILI.", în semn de recunoștință pentru funcțiile sale de curier al Prințului în Carpați, "funcțiune pe care a îndeplinit-o cu credință și statornicie timp de mai mulți ani și mai ales în aceste vremuri furtunoase, [...]". În jurul lui 1846, cinci frați Socol pleacă din Berivoiul Mare, din Țara Făgărașului, și se stabilesc în Muntenia. 
„Au trecut munții cinci frați, toți constructori, venind din regiunea Făgărașului, un sat de subt munți, Berivoiul mare, unde și azi e răspândit numele Socol, și unde se spune că un strămoș al lor a venit din Muntenia, anume din regiunea Târgoviștei, care e vatra familiei Socol, fiind până azi, lângă Târgoviște, Valea lui Socol ca și două biserici ctitorii ale lor, la Răzvadu de Sus și la Cornești.”
 Unul dintre acest cinci frați este arhitectul  Nicolae Gh. Socol (?? – decedat în 1872). El s-a stabilit în Ploiești în jurul anilor 1840-1845 și s-a numit pe sine însuși Socolescu. Căsătorit cu Ioana Săndulescu, din mahalaua Sfântu Spiridon, a avut o fiică (decedată în copilărie) și patru băieți, dintre care doi au devenit arhitecți: Toma N. Socolescu și Ion N. Socolescu. Șirul  arhitecților continuă cu Toma T. Socolescu, fiul lui Toma N. Socolescu, precum și cu fiul său Barbu Socolescu.

Istoricul, cartograful și geograful Dimitrie Papazoglu evocă, în 1891, prezența la București a boierilor români de gradul I, urmași ai Socolului din Dâmbovița. De asemenea, Constantin Stan se referă și el, în 1928, la originea precisă a lui Niculae Gheorghe Socol: 
„ La poalele Carpaților, pe malul drept al rîulețului cu același nume este așezată comuna Berivoii-mari [...], unul dintre cele mai vechi sate din vatra Oltului[...]. Locuitorii sunt plămădiți din iobagi și foști boieri. [...], iar familii boierești românești au fost: Socol, Boier, Sinea și Răduleț, soldați privilegiați grăniceri.[...] Familia G. Streza Socol a dat pe Nicolae Socol, arhitect cu diploma dela Viena, care a descălicat în orașul Ploești, cu mai mulți frați ai lui pela mijlocul veacului trecut.”

## Realizare arhitecturala
- Decorarea interioară a navei de linie Normandie în 1936, sub conducerea profesorului de arhitectură Roger-Henri Expert[1][e 1].

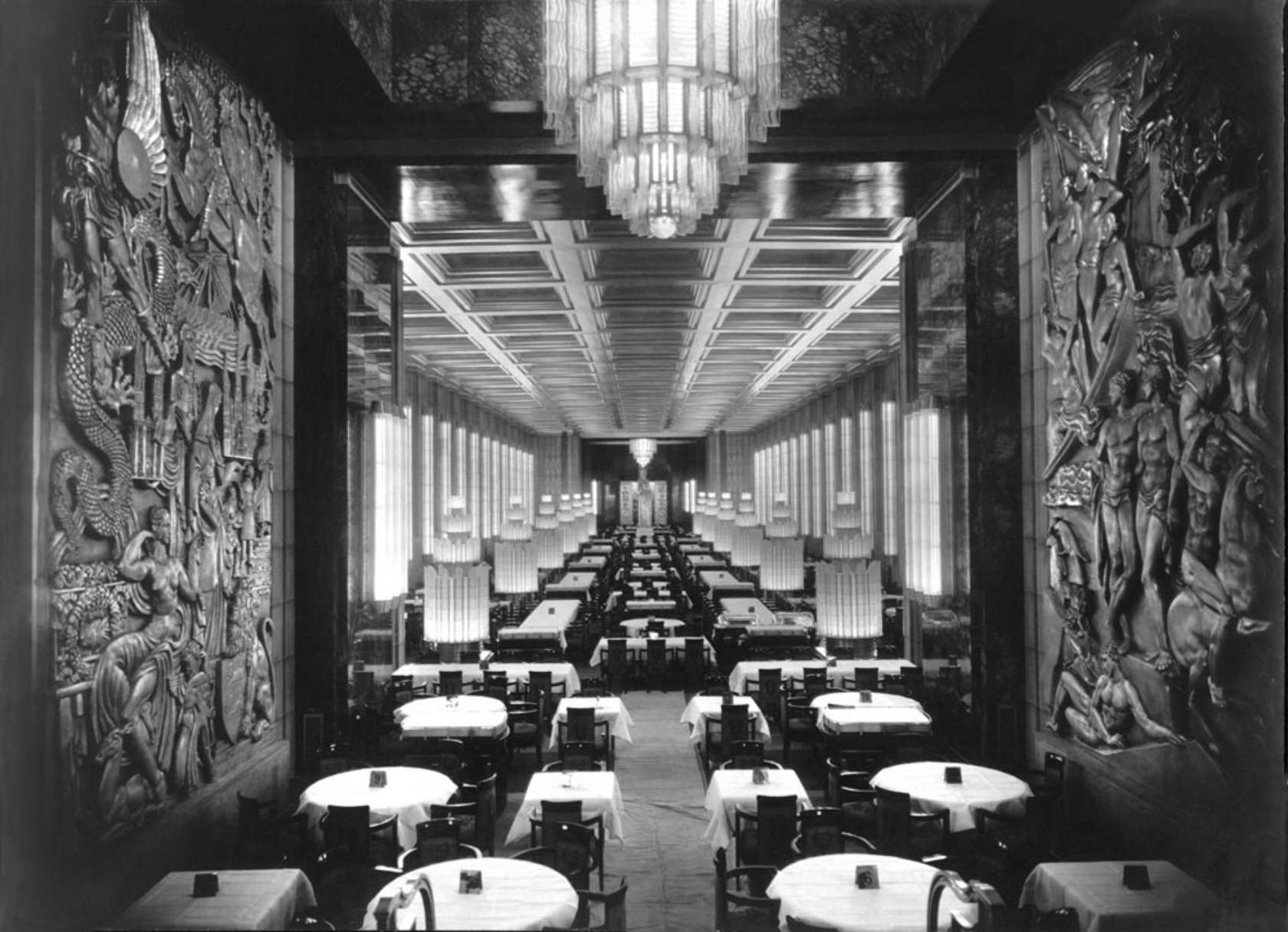
Interiorul navei de linie Normandie, 1935.

- Vila Dr. Gheorghiu din Breaza, județul Prahova in anul 1940[1][d 1].

### Construcții civile și industriale
Aproape toate proiectele realizate de Barbu Socolescu sunt realizate în domeniul industrial și în special în industria agroalimentară.
- Clădirea de locuințe pentru angajați ai Salinei Slănic (Salina Slănic), județul Prahova în 1942.
- Complexul social și cantina municipiului Ghimpați, județul Giurgiu, în anul 1942.
- Hală fabricație și depozite de fermentare tutunuri la fabricile ale Casei Autonoma a Monopolurilor Regatului României, în Râmnicu Sărat, județul Buzău și Târgu Jiu, județul Gorj în 1943.
- Depozit de sare de la Ocna Mureș, județul Alba, în 1943.
- Sediu administrativ, cazare personalului și depozite ale Casei Autonoma a Monopolurilor Regatului României în Fălticeni, județul Suceava, în anul 1943.
- Fabrica de ulei din Craiova, județul Dolj, în 1949.
- Fabrica de ciment Bicaz, județul Neamț, în 1951.
- Diverse lucrări pentru fabrici de ciment Medgidia, județul Constanța și Fieni, județul Dâmbovița : atelier mecanic, rezervor de pasta de ciment, cantina, pavilion administrativ, în 1951.
- Un abator la Ploiești, județul Prahova, în 1958.
- O fabrică de conserve în Tecuci, județul Galați (Moldova română), 1958[e 7].
- Multe alte construcții industriale până în 1966, inclusiv marea fabrică de conserve de legume Ovidiu (mai târziu Munca Ovidiu) din Ovidiu lângă Constanța în 1962[d 3]. Proiectul s-a desfășurat efectiv între 1955 și 1966. Fabrica sa extins în 1966 pentru a găzdui o linie de îmbuteliere Pepsi-Cola[9][d 1], una dintre cele două unități de producție din țară, cealaltă fiind situată în București. Fabrica a fost declarată falimentară în 2005, fiind apoi lichidată[10]. Întreaga fabrică a fost golită de mașinile-unelte, doar clădirea și structurile sale metalice rămân în continuare clar recunoscute (în aprilie 2024), în ciuda extinderilor și modificărilor. Se afla într-o pătrat delimitata de strada Tulcea și strada Intrarea petrolului.

## Proiecte de arhitectură concepute, dar neexecutate

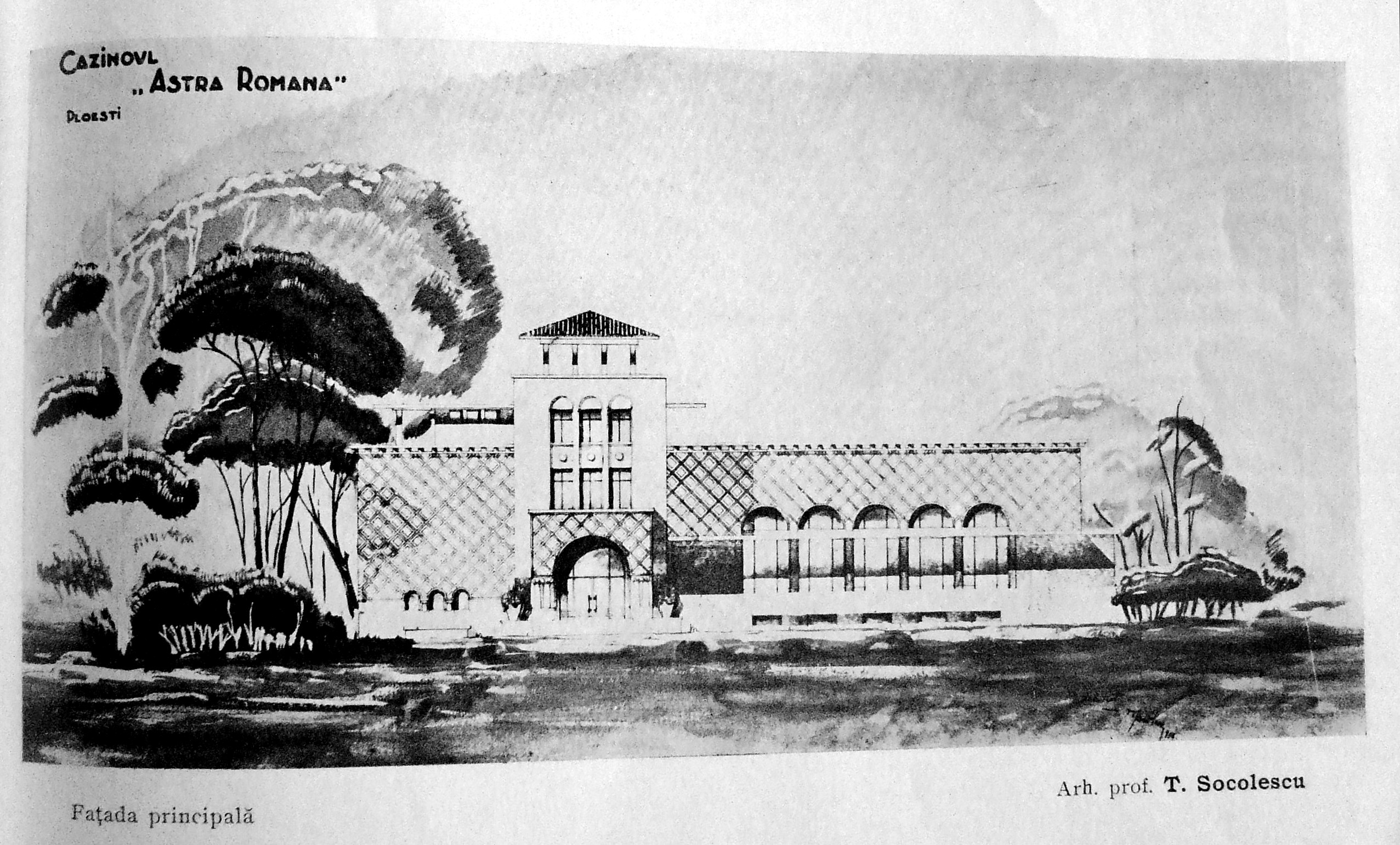
Schița unui proiect de cazinou pentru rafinăria Astra Română, Ploiești, România, 1937 de Toma T. & Toma Barbu Socolescu, Ploiești, 1937.

- Cazinoul Rafinăriei Astra, Ploiești, realizat împreună cu tatăl său arhitectul Toma T. Socolescu, în 1937[2][e 3].
- Biserica Ortodoxă din Predeal în 1956 sau 1957, un proiect realizat împreună cu tatăl său arhitectul Toma T. Socolescu[b 5][e 8].

## Alte surse
- Arhivele U.A.R (Uniunea Arhitecților din România) - Arhiva documentară (disponibil pe site la cerere), București.
- Arhivele Școlii de Arte Frumoase din Paris / AGORHA - Platforma de date de cercetare a Institutului Național de Istoria Artei / Dictionnaire des élèves architectes de l’École des beaux-arts de Paris (1800-1968) - Base de date dicționarului, Paris.
- Biblioteca Universității de Arhitectură și Urbanism „Ion Mincu”, București.
- Arhivele familiei Socolescu (Paris, București) inclusiv o colecție fotografică.

## Articole și legături externe
- Colegiul Tehnic de Arhitectură și Lucrări Publice Ioan N. Socolescu.

- Revista „Arhitectura” contemporană: Dosar tematic dedicat patrimoniului industrial cu un articol al Ioanei Irina Iamandescu (The International Committee for the Conservation of the Industrial Heritage), director adjunct al Institutului Național al Patrimoniului, responsabil cu monumentele istorice, din octombrie 2918 - Patrimoniul industrial în România - despre stadiul inventarierii specializate

- Institutul Național al Patrimoniului, pagina de specialitate despre patrimoniul industrial: Patrimoniu industrial și tehnic